# Segern vid Khorgos
Segern vid Khorgos är en gravyr av Jacques-Philippe Le Bas, baserad på en teckning av Jean-Denis Attiret (1702–1788), från 1768. Den avbildar en batalj 1757 vid Khorgos mellan beridna kinesiska och dzungarertrupper. Slaget utspelar sig under den sista fasen av Dzungar–Qingkrigen 1687–1757, då dzungarerna besegrades och sedan utrotades i ett folkmord.
Kejsarens trupper ses till vänster på bilden, beväpnade med båge och pil, och dsungarledaren Amursanas soldater till höger. 
Konstverket är nummer 4 i en serie på 16 kopparstick, vilka gjordes på uppdrag av Qianlong-kejsaren 1765 i åminnelse av Kinas segrar över dzungarerna i den nuvarande provinsen Xinjiang. Kopparsticken gjordes under uppsikt av Charles-Nicolas Cochin (1715-1790). De bygger på nedskalade kopior av stora målningar av västerländska missionärer/konstnärer som arbetade vid hovet i Peking. Dessa konstnärer var italienaren och jesuiten Giuseppe Castiglione (1688–1766), den franske jesuiten Jean-Denis Attiret, den böhmiske jesuiten Ignatius Sichelbarth (1708–80) och den italienske augustinermissionären Jean-Damascène Sallusti (död 1781). 
Gravyrerna stacks och trycktes i Frankrike mellan 1767 och 1774 av renommerade hantverkare vid Ludvig XV:s hov. De kinesiska köpmännen i Kanton betalade för kopparplåtorna och tvåhundra uppsättningar av trycken, medan några få uppsättningar blev kvar i Paris.
Trycken är exempel på en sammansmältning av österländska och västerländska stilar, vilken utvecklades vid kejsaren Qianlongs målarakademi. 